# Zbigniew Stroniarz
Zbigniew Stroniarz (ur. 21 września 1943 w Krakowie, zm. 31 sierpnia 2017 tamże) – polski piłkarz grający na pozycji napastnika.

## Życiorys
Był wychowankiem krakowskiej Garbarnii z którą związany był w latach 1952–1960. Następnie był zawodnikiem SHL Kielce w latach 1960–1962, Cracovii w latach 1962–1964, Legii Warszawa w 1964 oraz w latach 1965–1967 zawodnikiem KS Lublinianka. W najwyższej klasie rozgrywkowej rozegrał cztery spotkania z czego trzy w barwach Cracovii i jedno 16 sierpnia 1964 w barwach Legii Warszawa przeciwko Zagłębiu Sosnowiec. W latach 1971–1974 był zawodnikiem Toronto Falcons. Jego starszy brat Henryk grający na pozycji bramkarza również był zawodnikiem Garbarnii Kraków i Legii Warszawa. Zbigniew Stroniarz został pochowany na cmentarzu w Piaskach Wielkich.